# Monogram

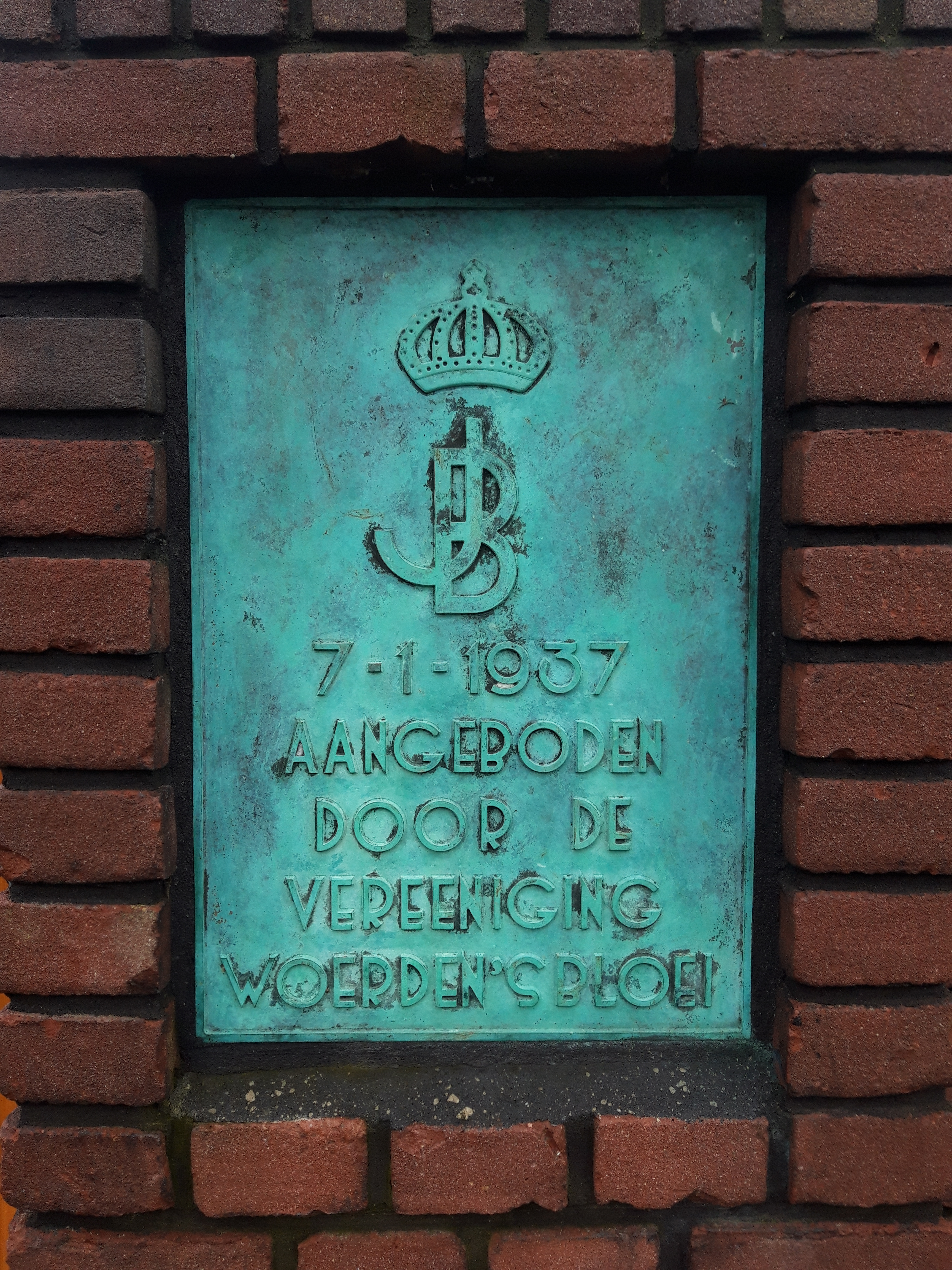
Monogram JB van Juliana en Bernhard op een bank ter gelegenheid van hun huwelijk. De bakstenen bank staat in Woerden.

Een monogram is een symbool, opgebouwd uit twee of meer letters, soms ook andere grafische symbolen, om zodoende een (soort) logo of herkenbaar symbool te maken. Het woord logo is hier niet geheel op zijn plaats, omdat een logo er steeds hetzelfde uitziet, terwijl een monogram steeds in andere vorm kan optreden (zolang de letters herkenbaar zijn).

## Toelichting

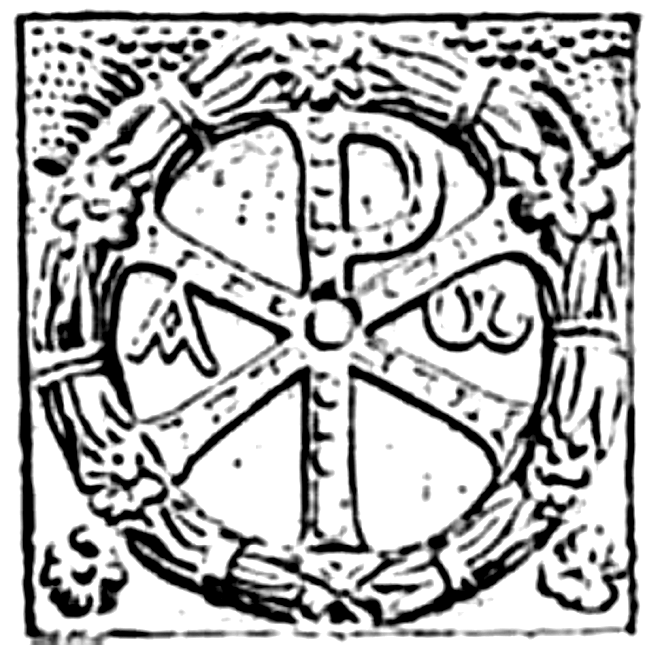
Labarum of het monogram voor Christus, opgebouwd uit de Griekse letters Chi (X) en Ro (geschreven als P)

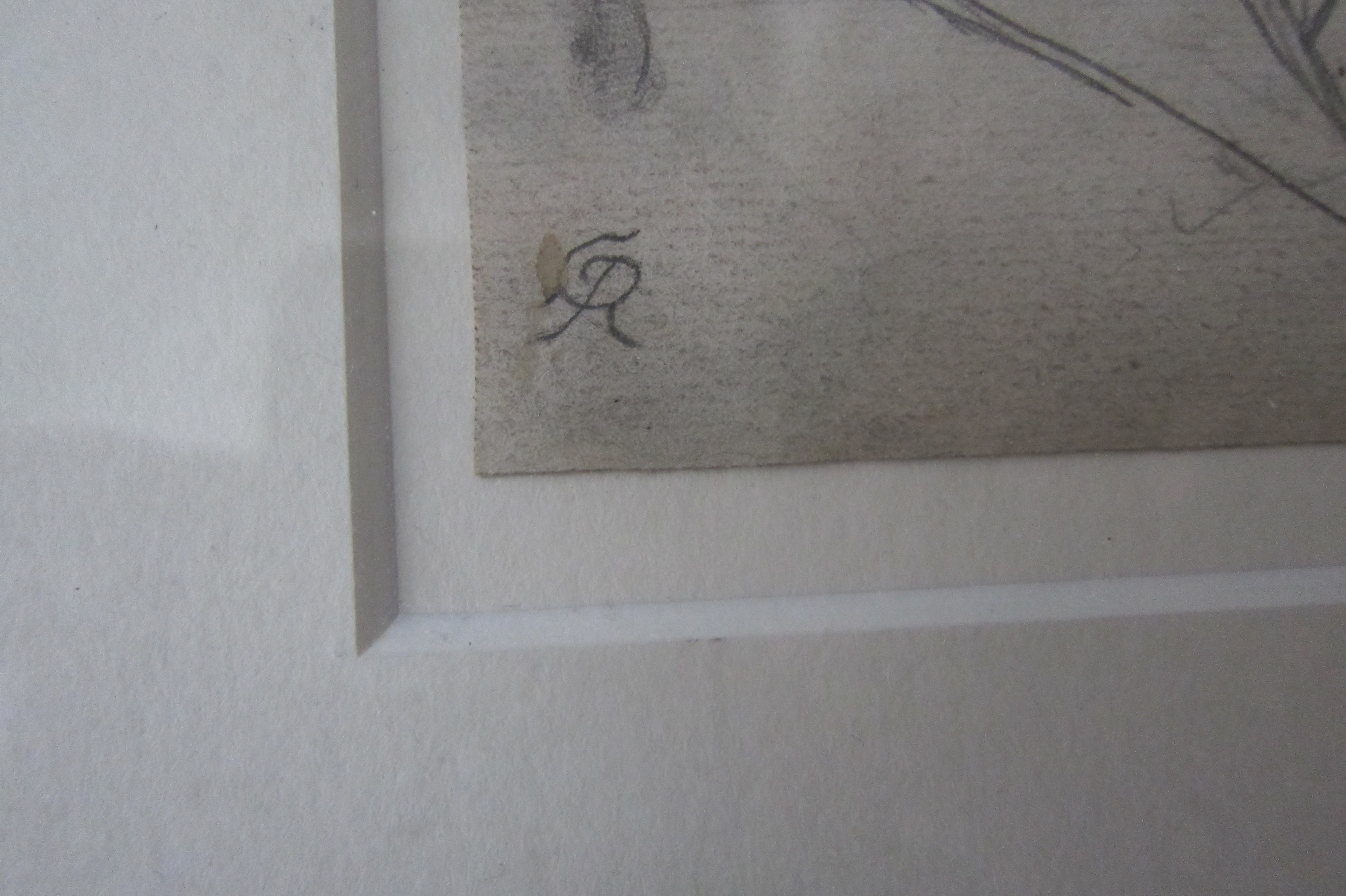
Monogram van Dante Gabriel Rossetti

Vroeger werd het vaak gebruikt om vakwerk te merken, toen in de tijd van de gilden het niet geoorloofd was om ongemerkt werk af te leveren.
Tegenwoordig worden monogrammen wel gebruikt om op kunstzinnige wijze kleding of accessoires te versieren. Bekend zijn het monogram van Coco Chanel met twee in elkaar gehaakte letters C die onder andere in oorbellen zijn verwerkt en de ineengestrengelde L en V op de tassen van Louis Vuitton.
Ook studentenverenigingen maken gebruik van een monogram, ook wel Zirkel genoemd. Dit symbool, dat men traditioneel in één pennentrek dient te tekenen, was een samenstelling van de lijfspreuk Ut Vivat, Crescat et Floreat, dat mystieke kracht aan de vereniging diende te verlenen. 
Bij de meeste verenigingen staat deze op hun wapenschild aan de rechterzijde, boven op de kleuren van de vereniging.
Vorsten hebben veel gebruikgemaakt van hun, vaak gekroonde, monogrammen. Deze werden op postzegels, munten, linnen, gebruiksvoorwerpen en ridderorden afgebeeld. Bekend zijn de monogrammen van de Engelse koningen die in Londen veel lantaarnpalen en in heel Groot-Brittannië de postbussen sieren.
Bij koningen is het gebruikelijk om een "R" voor "REX" of "REGINA" (Latijn: "koning" of "koningin") in het monogram op te nemen. De "I" in een vorstelijk monogram staat voor "Imperator" of "Imperatrix" (Latijn: "keizer" of "keizerin"), de "D" voor "Dux" (Latijn: "hertog"), en de "C" voor "Comes" (Latijn: "graaf"). In Nederland zijn de monogrammen van de Nederlandse koningen niet vaak gebruikt buiten de paleizen maar over de gehele wereld worden monogrammen als "VRI" en "EIIR" (van respectievelijk Victoria en Elizabeth II) herkend als tekenen van de Britse regeringsmacht.
Een benevalete (= weest voorspoedig) was een monogram onder officiële kerkelijke stukken in de middeleeuwen. Het was een bisschoppelijk privilege.